# Vicente Pallotti
San Vicente Pallotti (en italiano Vincenzo Pallotti) 1795-1850, fue un sacerdote italiano, fundador del Apostolado Católico, congregación conocida como los Padres Palotinos o simplemente Palotinos. Considerado como el precursor de la Acción Católica Mundial.

## Su infancia
Nace en Roma en una casa de la vía del Pellegrino, tercero de diez hijos de Pedro Pablo, proveniente de San Giorgio di Cascia, y de María Magdalena De Rossi, romana. Fue bautizado al día siguiente de su nacimiento en la iglesia de San Lorenzo, con los nombres de Vicente Luis Francisco.
Estudió en el colegio de San Pantaleón de los escolapios, y pasó luego al colegio romano. Desde temprana edad mostró su amor por la oración, la disciplina, al ayuno y la interrelación.
La tradición le atribuye la capacidad de conocer cosas futuras. Una vez, mientras jugaba a la pelota, se le vio absorto por un minuto. Despertado por su madre, se le preguntó lo que estaba haciendo, a lo que el respondió: «¡Cuándo me verá decir misa en el altar de San Filipino!».
Se confirmó el 10 de julio de 1801, y en 1805 recibió la primera comunión y le fue concedido el privilegio, raro para su tiempo, de recibirla de manera cotidiana. A los doce años fue puesto bajo la dirección espiritual de sacerdote Bernardino Fazzini.
El 10 de septiembre de 1817 fue ordenado diácono y en 1818 fue ordenado sacerdote. Por pertenecer al clero secular, se inscribió en tres órdenes religiosas como terciario: dominico, mínimo y franciscano.

## Sus años de sacerdocio
Influenciado por el ejemplo de sus padres en la práctica de la fe y devoción profunda, los primeros años de sacerdocio se caracterizaron por la oración y la caridad, según las palabras de San Pablo: «Charitas Christi urget nos».
En 1818 fundó la Liga Antidemoniaca con el fin de destruir los elementos considerados por la Iglesia católica como "indignantes y deshonestos", se comprometió a difundir la devoción a la "Preciosa Sangre", divulgada por Gaspar del Búfalo, animó círculos dogmáticos y la educación teológica en la Academia de Teología para jóvenes estudiantes, solicitado por el obispo Cristaldi, rector del Archiginnasio. Prestó servicio en el sacramento de la confesión, en especial en la Iglesia de Santa María del Suffragio (Roma) y a partir de 1827, como director espiritual del seminario romano, y en el 1833 del Pontificio Colegio Urbano de la Propaganda Fide.
Vicente concibió todas estas actividades como parte de un trabajo mayor de restauración cristiana, que se llevaría a cabo con el apoyo de los laicos de acuerdo a su disponibilidad o capacidad, uniéndose a la misión con el sacerdocio del clero, por lo que constantemente trató de establecer una relación profunda con los jóvenes. Aunque practicó la mortificación ascética del espíritu y la carne, nunca consideró la mortificación como un fin en sí mismo, una árida práctica de penitencia, sino que su fin principal era la práctica del amor a Dios.
En 1842, Vicente realizó la donación al Vaticano al papa Gregorio XVI de las figuras talladas en madera, traídas desde la Basílica de Sant'Andrea della Valle para el primer Nacimiento instalado en la Santa Sede bajo el pontificado de Juan Pablo II.

## La Congregación y la Sociedad del Apostolado Católico
Para poner en práctica su visión de la restauración y para luchar contra la propagación de las sectas, Vicente concibió la Sociedad del apostolado católico para «Ad infinitam Dei gloriam! – Ad destruendum peccatum! – Ad salvandas animas!» (Para la infinita gloria de Dios, para la destrucción del pecado, para la salvación de las almas).
La tradición devocional atribuye el nacimiento de la sociedad a un milagro según el cual Vicente, en 1834, intercedió a favor de Giacomo Salvati, que en aquel tiempo sufría por la próxima muerte de su hija Camilla, agonizante desde hacía varios días. Vicente se presentó en su negocio, sin ser llamado o conocido y fácilmente dijo: "Su hija está curada". La curación de Camilla asombró a los padres y desde aquel momento Salvati trabajó en estrecha colaboración con Vicente para la realización de sus proyectos: fue el inicio de la Acción Católica, la vocación de los laicos a que cooperen con el apostolado jerárquico.
Pidió la colaboración de hombres y mujeres de todas las condiciones y estados: patricios romanos, comerciantes, profesionales, operarios, porque estaba convencido de que todo el mundo podía ser "apóstol".
En un principio la Compañía se centró especialmente en las misiones como objetivo, pero luego Vicente se dio cuenta de que para llevar a los fieles a la labor de las misiones era necesario revivir la fe en ellos y reavivar el amor de Jesucristo. Por lo tanto, decidió que el objetivo principal de la Sociedad fuera la promoción de la creación de colegios para la preparación de los misioneros.
La actividad externa de la Compañía no se limitó a un área particular de la fe. Su propia fisonomía característica consistió en la catolicidad (universalidad) de las obras y de los miembros, capaces de adaptarse a las necesidades de los diversos lugares y tiempos.
En 1846, durante un período de descanso en Camaldoli, Vincenzo organizó la disciplina de la Compañía, basada hasta entonces en "prácticas piadosas", y elaboró la regla en un compendio de treinta puntos, en homenaje al número de años de Cristo y como una advertencia a su imitación.
Rápidamente la Sociedad y la congregación que la dirigía, se difundió por todo el mundo, primero en Londres, y después de la muerte de Vicente, en América, África, Alemania, Brasil y Uruguay, Polonia y Australia, Sudáfrica, la India. Se sumó además la contribución de la rama de las mujeres, las Hermanas palotinas.

## Beatificación - canonización
Vicente Pallotti fue declarado venerable en 1887 por el papa León XIII, quien le consideraba ya como un santo. Fue beatificado el 22 de enero de 1950 por el papa Pío XII, y canonizado el 20 de enero de 1963 por el papa Juan XXIII. Su fiesta fue fijada el 22 de enero.